# 楊周
楊周（1503年—？），字道甫，浙江杭州府仁和縣人，民籍，明朝政治人物。

## 生平
嘉靖十三年（1534年）甲午科順天府鄉試第三名舉人。嘉靖二十年（1541年）中式辛丑科會試第一百名，登第二甲第二十八名進士。官工部主事。

## 家族
曾祖楊鏞，贈推官；祖父楊玘；父楊俊，母朱氏；繼母俞氏。具庆下。兄萬春。弟楊東。孫楊廷筠，萬曆二十年進士。